# 佩倫加納
佩倫加納是馬里的城鎮，位於該中南部，距離首府塞古5公里，由塞古區負責管轄，面積359平方公里，2009年人口56,259，人口密度為每平方公里160人。